# Chiesa di Santo Stefano delle Fosse
La chiesa (od oratorio) di Santo Stefano delle Fosse  è un luogo di culto cattolico situato nel quartiere genovese di Rivarolo.
La chiesa si trova in via Carnia, la più antica strada di fondovalle della val Polcevera, nella località un tempo chiamata Campo Florenziano, tra gli abitati di Rivarolo e Teglia, ed è compresa nella giurisdizione ecclesiastica della parrocchia di Santa Maria Assunta di Rivarolo.

## Storia
Non è certa la data di costruzione dell'edificio. È tuttavia documentata l'origine medioevale della confraternita intitolata a santo Stefano, che viene ritenuta la più antica fuori dalle mura della città, mentre una lapide all'interno indica come possibile anno di costruzione della chiesa il 1511..
La chiesa si trova nei pressi del luogo dove già sorgeva una chiesa dedicata a santo Stefano, citata nel registro arcivescovile del 1143 come dipendenza della pieve di Rivarolo. Secondo alcune fonti, i resti dell'antica chiesa sarebbero individuabili nella facciata dell'edificio, ormai fatiscente, noto come villa Isolabella (civici 45 e 47 di via Carnia) benché la relazione storico-artistica allegata al decreto di vincolo di quest'ultima la indichi come "probabilmente costruita sull'antico sedime di un tempo pagano consacrato alla dea Flora (da cui il nome della località Campoflorenziano)".

## Descrizione

### Esterno
La chiesa, in posizione leggermente sopraelevata rispetto alla via Carnia, è affacciata su un piccolo sagrato, a cui si accede dalla strada tramite una breve scalinata a doppia rampa. La facciata, frutto di un rifacimento ottocentesco, è in stile neogotico, ornata da un bassorilievo seicentesco raffigurante il santo titolare posto in una lunetta sopra la porta d'ingresso, da due lesene ai lati, un rosone centrale e una serie di archetti pensili che scandiscono gli spioventi del tetto.

### Interno
L'interno, ad aula unica, è scandito da lesene poste lungo le pareti. Due cappelle laterali, nei pressi del presbiterio, ospitano rispettivamente un altare dedicato alla Madonna delle Grazie e la cassa processionale con il gruppo ligneo della Lapidazione di S. Stefano, attribuita a Domenico Bissoni, proveniente dallo scomparso oratorio di Santo Stefano in Strada Giulia.

### Opere d'arte
Oltre alla già citata cassa processionale, la chiesa conserva un ciclo pittorico di Giovanni Raffaele Badaracco, composto di tredici tele, di cui undici con scene della passione di Cristo e due con episodi della vita di santo Stefano.
Analogo al più celebre ciclo pittorico dell'oratorio di Nostra Signora Assunta di Coronata, opera dello stesso autore, è ritenuto posteriore a questo e si ritiene che sia stato realizzato nei primi anni del XVIII secolo, dopo che il Badaracco aveva prodotto numerose opere per chiese e oratori della val Polcevera, riscuotendo grandi apprezzamenti da parte dei vari committenti. I tredici dipinti raffigurano Gesù nell'orto del Getsemani, Gesù davanti a Caifa,  Ecce Homo, Cristo incoronato di spine, Cristo inchiodato sulla croce, Ultima Cena, Cattura di Cristo, Cristo davanti a Pilato, Flagellazione di Cristo, Incontro di Gesù con la Veronica, Deposizione di Cristo, Funerali di Santo Stefano e Predicazione di Santo Stefano.
Nel 1901 venne collocato l'organo opera di Domenico Tagliafico nella controfacciata, con il conseguente spostamento della tela con l'Ultima Cena dietro l'altare maggiore, al posto di un dipinto di Simone Barabino raffigurante Il martirio di Santo Stefano, a sua volta riposizionato su una parete laterale.
Sono attribuiti al Badaracco anche due ovali raffiguranti la Madonna con il Bambino e San Lorenzo presenti nella chiesa.
Lungo la navata sono collocati due crocifissi processionali, il Cristo bianco opera di Pietro Galleano (1725) e il Cristo moro, novecentesco. Inoltre in una nicchia sono conservati due bozzetti policromi attribuiti al Maragliano, raffiguranti la Trinità e la Madonna col Bambino. Di fattura recente è la statua processionale della Madonna delle Grazie.
Il 13 luglio 2023 un incendio, scoppiato nei locali adiacenti l'oratorio, ha causato la distruzione dei locali e di molti arredi e il totale annerimento delle superfici dell'oratorio e delle opere ivi contenute a causa della fuliggine. Da allora l'oratorio è chiuso al pubblico, in attesa dei necessari lavori di pulitura e restauro.

## Filmografia
La chiesa appare nel film Le storie di via Carnia di Edoardo Viterbori del 2014.